# Hrvatska Kostajnica

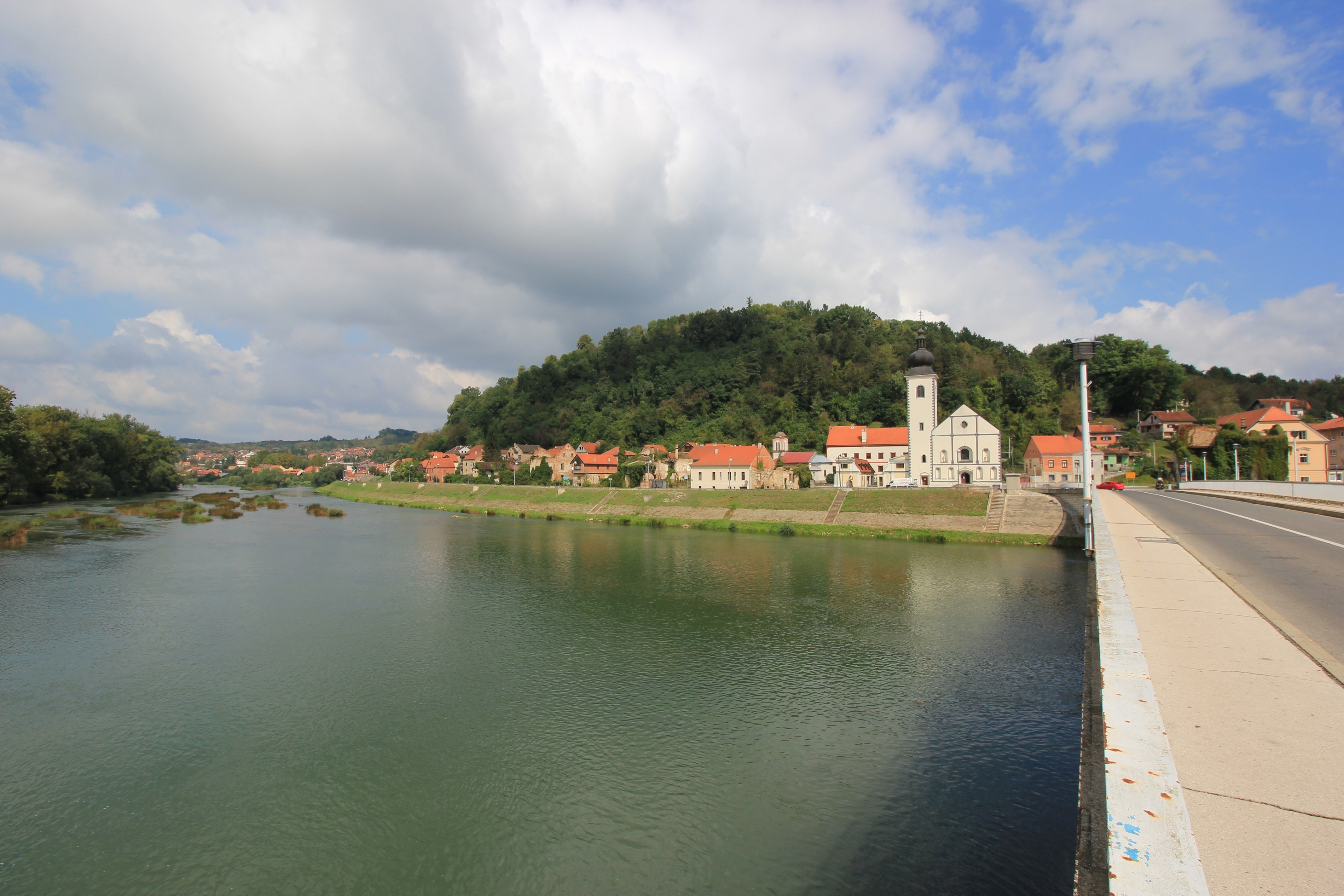
Vista de la ciudad

Hrvatska Kostajnica es una ciudad de Croacia fronteriza con Bosnia y Herzegovina, sobre la ribera izquierda del río Una, en el condado de Sisak-Moslavina. Según el censo de 2021, tiene una población de 1946 habitantes.

## Geografía
Está ubicada a unos 90 km de la capital nacional, Zagreb.

## Demografía
En el censo de 2011 el total de población de la ciudad fue de 2 763 habitantes, distribuidos en las siguientes localidades:
- Čukur - 112
- Hrvatska Kostajnica - 2 130
- Panjani - 122
- Rausovac - 26
- Rosulje - 189
- Selište Kostajničko - 103
- Utolica - 68

| Gráfica de población de Hrvatska Kostajnica 1857-2021                   |
|                                                                         |
| Según los censos de población de la Oficina de Estadísticas de Croacia. |